# یخ‌زده ۲
یخ‌زدهٔ ۲ (انگلیسی: Frozen II) یک فیلم پویانمایی رایانه‌ای آمریکایی در ژانر فانتزی موزیکال به تولید استودیو انیمیشن والت دیزنی است که در سال ۲۰۱۹ منتشر شد. این فیلم دنبالهٔ یخ‌زده (۲۰۱۳) است و پنجاه و هشتمین پویانمایی در مجموعهٔ آثار استودیوی انیمیشن والت دیزنی به‌شمار می‌رود. کارگردانی این فیلم بر عهدهٔ کریس باک و جنیفر لی با فیلم‌نامهٔ نوشته لی و تهیه‌کنندگی پیتر دل وچو است. کریستن بل، ایدینا منزل، جاش گد و جاناتان گروف ستارگان فیلم هستند. وقایع یخ‌زدهٔ ۲ که سه سال پس از فیلم نخست اتفاق می‌افتد، داستان خواهران آنا و السا در کنار یخ‌فروش، گوزن شمالی و یک آدم‌برفی را روایت می‌کند که به جنگل جادویی افسون‌شده می‌روند تا منشأ قدرت جادویی السا را کشف کنند.
تولید یخ‌زدهٔ ۲ در مارس ۲۰۱۵ پس از یک بحث داخلی در دیزنی در مورد اینکه آیا این فیلم در مقایسه با نسخهٔ اصلی برای مخاطبان ناامیدکننده خواهد بود یا نه، تأیید شد. این فیلم با لحن تیره‌تری نسبت به فیلم نخست همراه است و از جلوه‌های کامپیوتری بصری پیچیده‌ای استفاده کرد که به دلیل پیچیدگی، نیاز به کمک از دیگر بخش‌های انیمیشن داشت. کریستن اندرسون-لوپز و رابرت لوپز ترانه‌ها را نوشتند و کریستوف بک آهنگساز آن بود. این فیلم به ۴۶ زبان ترجمه شد و همچنین همراه با مجموعه‌ای مستند در مورد ساخت فیلم با نام به سوی ناشناخته: ساخت یخ‌زدهٔ ۲ همراه بود.
یخ‌زدهٔ ۲ در ۷ نوامبر ۲۰۱۹ برای نخستین بار در لس آنجلس به نمایش درآمد و در ۲۲ نوامبر در ایالات متحده منتشر شد. این فیلم به‌طور کلی نقدهای مثبتی از سوی منتقدان دریافت کرده‌است. شخصیت‌ها و طنز فیلم مورد تحسین قرار گرفت؛ اگرچه داستان آن از لحاظ برتری نسبت به نسخهٔ پیشین خود پایین‌تر تلقی می‌شد. موسیقی این فیلم با استقبال مثبت و منفی منتقدان روبه‌رو شد. یخ‌زدهٔ ۲ ۱٫۴۵۰ میلیارد در جهان فروش داشت و به سومین فیلم پرفروش ۲۰۱۹ و دهمین فیلم پرفروش تمام دوران تبدیل شد. این فیلم در طول نمایش سینمایی خود بالاترین افتتاحیهٔ تاریخ سینمای جهان برای یک فیلم پویانمایی را داشته‌است به دومین فیلم پویانمایی پرفروش جهان تبدیل شد. یخ‌زدهٔ ۲ افتخارات متعددی نظیر دو جایزهٔ آنی دریافت کرد، و نامزد دریافت یک جایزهٔ بفتا، دو گلدن گلوب و دو گرمی شد. این فیلم در نود و دومین دوره جوایز اسکار برای «سوی ناشناخته» نامزد دریافت جایزهٔ بهترین ترانه شد.

## داستان
پادشاه آگنار، فرمانروای سابق آرندل، برای دو دختر کوچک خود، السا و آنا، داستانی راجع به پدربزرگشان، پادشاه رونارد، تعریف می‌کند که با ساختن سدی در سرزمین همسایه خود و در نزدیکی جنگل افسون شده، با قبیله همسایه نورثالدرا پیمان صلح را برقرار می‌کند. با این وجود، یک درگیری رخ داده، که منجر به مرگ پادشاه رونارد می‌شود. و ارواح اصلی زمین، آتش، آب و هوا را خشمگین می‌کند. ارواح ناپدید می‌شوند و دیواری از غبار همه را در جنگل افسون شده به دام می‌اندازد. آگنار نوجوان به دلیل کمک ناجی ناشناخته موفق به فرار می‌شود و بعد از بازگشت به آرندل به عنوان حاکم انتخاب می‌شود، بعد از تعریف کردن داستان، آگنار به دخترانش هشدار می‌دهد که همیشه باید مواظب باشند چون احتمال دارد گه جنگل دوباره بیدار شود و امنیت آرندل را تهدید کند.

## بازیگران
- کریستن بل در نقش آنا
  - هادلی گاناوی و لیوی استوبنراوچ (صداپیشه) در نقش کودکی آنا[۱۲]
- ایدینا منزل در نقش السا
  - ماته کنفورتی و اوا بلا (صداپیشه) در نقش کودکی السا[۱۲]
- جاش گد در نقش اولاف، آدم‌برفی ساخته شده توسط السا
- جاناتان گروف در نقش کریستوف،
- استرلینگ کی براون در نقش ماتیوس، رئیس نگهبانان سلطنتی در زمان حکومت رونارد[۱۳][۱۴][۱۲]
- ایوان ریچل وود در نقش ایدونا، مادر السا و آنا و همسر آگنار[۱۳][۱۴] وود به این دلیل انتخاب شد که صدایش شباهت زیادی به منزل و بل داشت و در عین حال با آنها فرق می‌کرد.[۱۵] در قسمت قبلی فیلم جنیفر لی صداپیشه ایدونا بود[۱۶]
  - دلانی رز استین در نقش کودکی ایدونا[۱۲]
- آلفرد مولینا در نقش آگنار، پدر السا و آنا، در قسمت اول فروزن صداپیشگی آگنار بر عهده موریس لامارچ بود.[۱۷]
  - جکسون استین در نقش کودکی آگنار[۱۲]
- مارتا پلیمپتن در نقش یلنا، رهبر نورثالدرا[۱۷]
- جیسون ریتر در نقش رایدر، از اعضای نورثالدرا و برادر هانیمارن، کسی که مثل کریستوف به گوزن شمالی علاقه دارد[۱۲][۱۷]
- راشل متیوز در نقش هانیمارن، از اعضای نورثالدرا و خواهر رایدر، کسی که خواهان صلح در جنگل افسون شده، است[۱۷][۱۲]
- جرمی سیستو در نقش رونارد، پدر آگنار و پدربزرگ السا و آنا[۱۲]
- کیران هایندز در نقش پابی، رهبر ترول‌های سنگی[۱۲]
- آورورا، صدایی که از سمت خاطرات ایدونا، السا را به سمت آتاهالن دعوت می‌کند.[۱۲][۱۸] این صدا در واقع، از توالی لاتین روز خشم الهام گرفته شده‌است، اما به روشی برگرفته از شکل موسیقی اسکاندیناوی ارائه می‌شود.[۱۸]